# Holly Marie Combs
Holly Marie Combs (sinh ngày 3 tháng 12 năm 1973) là một diễn viên và nhà sản xuất phim truyền hình người Mỹ. Holly được biết đến qua vai diễn Piper Halliwell trên đài The WB trong sê-ri phim truyền hình "Phép thuật" (1998-2006), và vai Kimberly Brock trên đài CBS trong sê-ri phim "Picket Fences" (1992-1996), vai diễn đã mang về cho cô giải Young Artist Award.
Holly Combs cũng từng đóng vai chính trong nhiều bộ phim như "Sweet Hearts Dance" (1998), "Born on the Fourth of July" (1989), "Dr. Giggles" (1992), "Sins of Silence" (1996), "Daughters" (1997) và "Love's Deadly Triangle: The Texas Cadet Murder" (1997). Gần đây, Holly cũng xuất hiện trên đài ABC Family trong sê-ri phim "Pretty Little Liars" (tên tiếng Việt: Những thiên thần nói dối) với vai Ella Montgomery.

## Cuộc sống
Holly Marie Combs sinh ra ở San Diego, California. Ngay sau khi cô được sinh ra thì mẹ cô, Lauralei Combs (tên thời con gái là Berckhem) chỉ mới 16 tuổi và cha cô thì chỉ mới 17. Cha mẹ của Holly đã kết hôn, nhưng cuối cùng sau 2 năm thì "đường ai nấy đi"  vì họ cảm thấy còn quá trẻ để chịu trách nhiệm gia đình. Khi Holly đang tập đi, cô đã té ngã và đập đầu vào bàn đá hoa cương, dẫn đến một vết sẹo bên trên lông mày phải. Cô đã phải cùng với mẹ chuyển nhà liên tục và lúc nào cũng bị soi mói khi mẹ cô, Lauralei Combs quyết định đi theo nghiệp diễn xuất. Khi Holly được 7 tuổi, cô ấy và mẹ chuyển đến sống ở thành phố New York. Mẹ của Holly "đi bước nữa" khi cô 12 tuổi. Ở New York, Holly đã theo học tại trường trung học Beekman Hill và sau đó là trường Professional Children's School.

## Nghề nghiệp

### Công việc ban đầu: 1988–1997
Khi Holly 13 tuổi, cô tham gia vai diễn đầu tiên trong "Sweet Hearts Dance" (1988), một bộ phim hài được đạo diễn bởi Robert Greenwald. Holly vào vai Debs Boon, con gái của Wiley Boon (Don Johnson thủ vai) và Sandra Boon (Susan Sarandon thủ vai). Vai chính kế tiếp của cô là trong bộ phim "Born on the Fourth of July" (1989) của Oliver Stone, một bộ phim dựa trên cuốn hồi ký cùng tên nổi tiếng của cựu chiến binh Mỹ tại chiến tranh Việt Nam Ron Kovic. Trong phim, Holly thủ vai Jenny cùng với Tom Cruise. Những vai diễn khác của cô bao gồm Helena trong phim "New York Stories" (1989), và Kim Fields trong phim "Simple Men" của Hal Hartley (1992). Cũng trong năm 1992, Holly đã xuất hiện trong bộ phim "Chain of Desire" của Temístocles López với vai Diana; và trong bộ phim "Dr. Giggles" với vai Jennifer Campbell, đứa con gái 19 tuổi của Tom Campbell (Cliff De Young thủ vai) và bạn gái của Max Anderson (Glenn Quinn thủ vai).
Vai diễn mang tính đột phá lớn nhất của Holly là vào năm 18 tuổi, trong sê-ri phim truyền hình "Picket Fences" trên đài CBS. Trong phim, Holly thủ vai Kimberly Brock, con gái của cảnh sát trưởng Jimmy Brock (Tom Skerritt thủ vai) và bác sĩ Jill Brock (Kathy Baker thủ vai) trong 4 phần (từ năm 1992-1996). Holly cũng đã từng đi thử giọng cho một vai diễn ở New York. Giám khảo đã nói với Holly rằng cô không phù hợp bởi vì cô "có trái tim không đủ bao dung". Holly đã vặn lại rằng, "Nếu các ông đang tìm một người có trái tim bao dung thì các ông làm cái quái gì ở New York vậy?". Sau đó, Holly đã được gọi lại và được chọn cho vai diễn đó. Holly đã giành giải Young Artist Award (Giải nghệ sĩ trẻ) cho vai diễn đó của cô. Trong năm 1996, Holly đóng vai Sophie DiMatteo trong phim "Sins of Silence", một bộ phim truyền hình kinh dị, được đạo diễn bởi Sam Pillsbury. Trong năm kế tiếp, Holly thủ vai người phụ nữ có thật bị kết án giết người Diane Zamora trong bộ phim "Love's Deadly Triangle: The Texas Cadet Murder", và cũng xuất hiện trong bộ phim dựa trên câu chuyện có thật "Daughters" với vai Alex Morell, một trong hai người con gái của người thừa kế bị giết.

### Công việc hiện tại: 1998– hiện tại
Năm 1998, Holly tham gia diễn xuất trên đài The WB trong sê-ri phim truyền hình "Phép thuật" với vai Piper Halliwell, chị kế trong gia đình có 3 chị em, những người khám phá ra rằng mình là những phù thủy. Bạn thân của cô, Shannen Doherty cũng tham gia bộ phim với vai chị cả Prue Halliwell, và Alyssa Milano trong vai cô em út Phoebe Halliwell. Cùng với sự ra đi Shannen Doherty sau phần 3 (2000-2001) do cái chết của nhân vật của Shannen, Holly trở thành chị lớn trong 5 phần tiếp theo của bộ phim, va Rose McGowan đã thay thế Shannen Donerty để vào vai Paige Halliwell từ phần 4 (2002-2003). Holly cũng đồng thời trở thành nhà sản xuất cho "Phép thuật" từ phần 5 (2002-2003) trở đi. Sê-ri phim kết thúc vào ngày 21 tháng 5 năm 2006. Vào năm 2008, AOL đã đưa nhân vật Piper Halliwell của Holly là phù thủy vĩ đại thứ 3 trong lịch sử phim truyền hình.
Trong quá trình quay bộ phim "Phép thuật", Holly cũng đã xuất hiện trong bộ phim truyền hình "Panic Button" trên đài Lifetime với vai Kathy Alden, vợ và mẹ của một cô bé có gia đình đã di chuyển đến "một nơi tươi đẹp và thật sự an toàn sau khi cô bé là nạn nhân của việc bạo hành gia đình". Vào năm tiếp theo, Holly đã ký hợp đồng với hãng Lifetime để sản xuất và tham gia trong sê-ri phim truyền hình "Mistresses", một bộ phim dựa trên sê-ri phim cùng tên của Anh. Tuy nhiên, bộ phim đã không được lên sóng. Vào năm 2010, Holly Combs tham gia thử vai Ella Montgomery, mẹ của nhân vật chính Aria Montgomery (Lucy Hale thủ vai) trong sê-ri phim "Pretty Little Liars" (Những thiên thần nói dối) của đài ABC Family. Bộ phim hiện đang phát sóng phần 3 của sê-ri.

## Cuộc sống cá nhân
Năm 1993, Holly kết hôn với Bryan Travis Smith; họ li hôn năm 1997. Sau đó, Holly kết hôn với người quản lý nhân viên hậu đài cũ của "Phép thuật" và là bạn trai lâu năm David Donoho vào ngày 14 tháng 2 năm 2004. Họ có ba người con trai là: Finley Arthur Donoho (sinh ngày 26/4/2004), Riley Edward Donoho (sinh ngày 26/10/2006) và Kelley James Donoho (sinh ngày 26/5/2009) đều được sinh mổ. Holly đã giữ bí mật về việc mang thai lần thứ 3 bởi vì thai nhi đang trong tình trạng nguy hiểm, và được sinh ra khi chỉ mới 35 tuần. Holly đã nộp đơn li hôn với người chồng thứ hai vào tháng 11 năm 2011 vì những khác biệt khó hòa giải.
Holly Combs đã từng hút thuốc từ năm 15 tuổi đến khi cô mang thai đứa con đầu lòng.

## Sự nghiệp

### Phim điện ảnh
| Năm  | Tựa đề                                         | Vai diễn                               | Ghi chú             |
| ---- | ---------------------------------------------- | -------------------------------------- | ------------------- |
| 1985 | Walls of Glass                                 | Abby Hall                              | Bạn học             |
| 1988 | Sweet Hearts Dance                             | Dens Boon                              |                     |
| 1989 | New York Stories                               | Helena, Cô gái ở buổi dạ hội hóa trang |                     |
| 1989 | Born on the Fourth of July                     | Jenny Turner                           |                     |
| 1990 | Hotel Terror                                   | Kristen Vast                           | Chưa được phát sóng |
| 1991 | Nobody Can Hear You Scream                     | Melinda Ashwood                        |                     |
| 1992 | Simple Men                                     | Kim Fields                             |                     |
| 1992 | Dr. Giggles                                    | Jennifer Campbell                      |                     |
| 1992 | Chain Of Desire                                | Diana Richards                         |                     |
| 1994 | A Perfect Stranger                             | Amanda Hale                            |                     |
| 1994 | Island City                                    | Erin Sloan                             |                     |
| 1995 | A Reason To Believe                            | Sharon Digby                           |                     |
| 1995 | Speed Dating                                   | Pam Thomas                             | Chưa được phát sóng |
| 1995 | Evil in the Basement                           | Karen Ford                             |                     |
| 1996 | Sins of Silence                                | Sophie DiMattio                        |                     |
| 1997 | Our Mother's Murder                            | Alex Morell                            |                     |
| 1997 | Love's Deadly Triangle: The Texas Cadet Murder | Diane Zamora                           |                     |
| 2001 | Ocean's Eleven                                 | Chính cô                               | Chưa được phát sóng |
| 2002 | Search For Odysseus                            | Bethany Campbell                       | Chưa được phát sóng |
| 2003 | See Jane Date                                  | Natasha Nutley                         |                     |
| 2007 | Panic Button                                   | Katherine Alden                        | aka Point of Entry  |

### Phim truyền hình
| Năm        | Tựa đề              | Vai diễn          | Ghi chú                            |
| ---------- | ------------------- | ----------------- | ---------------------------------- |
| 1990       | Guiding Light       | Louisa Young      | 2 tập                              |
| 1991, 1994 | As the World Turns  | Denise Jones      | 5 tập                              |
| 1991       | Rockenwagner        | Emma Jacobs-Smith | Chưa được phát sóng                |
| 1992       | Mr Right            | Penny Lenz        | Chưa được phát sóng                |
| 1992–1996  | Picket Fences       | Kimberly Brock    | Nhận giải Young Actor's Award      |
| 1996       | Friends for Life    | Claire Webber     | Chưa được phát sóng                |
| 1997       | Relativity          | Anne Pryce        | Ngôi sao khách mời: phần 1, tập 14 |
| 1998–2006  | Phép thuật          | Piper Halliwell   | Vai chính, 179 tập                 |
| 2009       | Mistresses          | Janey Satterfield | Chưa được phát sóng                |
| 2010–nay   | Pretty Little Liars | Ella Montgomery   | Mẹ của Aria                        |

### Nhà sản xuất
| Năm       | Tựa đề     | Ghi chú           |
| --------- | ---------- | ----------------- |
| 2001–2006 | Phép thuật | Phần 5 đến phần 8 |
| 2009      | Mistresses | Đồng sản xuất     |

### Biên kịch
| Năm  | Tựa đề     | Ghi chú |
| ---- | ---------- | ------- |
| 2009 | Mistresses | Ý tưởng |

| Năm  | Giải thưởng                | Thể loại                                                            | Tựa đề             | Kết quả   |
| ---- | -------------------------- | ------------------------------------------------------------------- | ------------------ | --------- |
| 1993 | Young Artist Awards        | Nữ diễn viên trẻ xuất sắc nhất của sê-ri phim truyền hình mới       | Picket Fences      | Đoạt giải |
| 1994 | Young Artist Awards        | Vai diễn trẻ ấn tượng nhất của sê-ri phim truyền hình               | Picket Fences      | Đề cử     |
| 1995 | Young Artist Awards        | Nữ diễn viên có vai diễn ấn tượng nhất trong sê-ri phim truyền hình | A Perfect Stranger | Đề cử     |
| 1995 | Screen Actors Guild Awards | Vai diễn ấn tượng nhất của sê-ri phim điện ảnh                      | Picket Fences      | Đề cử     |
| 2001 | RATTY Awards               | Vai diễn ấn tượng nhất của sê-ri phim khoa học viễn tưởng           | Phép thuật         | Đề cử     |
| 2001 | RATTY Awards               | Nữ diễn viên xuất sắc nhất trong sê-ri phim khoa học viễn tưởng     | Phép thuật         | Đề cử     |
| 2002 | RATTY Awards               | Nữ diễn viên xuất sắc nhất trong sê-ri phim khoa học viễn tưởng     | Phép thuật         | Đề cử     |
| 2003 | RATTY Awards               | Nữ diễn viên xuất sắc nhất trong sê-ri phim khoa học viễn tưởng     | Phép thuật         | Đoạt giải |
| 2005 | Series Magazine Awards     | Nữ diễn viên truyền hình xuất sắc nhất                              | Phép thuật         | Đoạt giải |

## Các liên kết bên ngoài
- Holly Marie Combs trên IMDb
- Holly Marie Combs tại Myspace
- Holly Marie Combs trên Twitter
- Holly Marie Combs trên Facebook